# Theodore Roszak
Theodore Roszak (Chicago, 15 novembre 1933 – Berkeley, 5 luglio 2011) è stato uno storico statunitense. Conosciuto soprattutto per aver scritto nel 1969  La nascita di una controcultura: riflessioni sulla società tecnocratica e sulla opposizione giovanile, Feltrinelli, 1971.

## Biografia
Roszak si laureò all'Università della California, Los Angeles e ottenne il dottorato di ricerca all'Università di Princeton. Lavorò all'Università di Stanford, all'Università della Columbia Britannica e all'Università di San Francisco prima di andare alla Cal State Hayward. Durante gli anni '60, visse a Londra e scrisse per il giornale Peace News.
Nel 1969, Roszak pubblicò La nascita di una controcultura in cui analizzava il fenomeno della controcultura degli anni 1960. Quest'opera è considerata la prima in cui veniva utilizzato il termine "controcultura".
Altri saggi pubblicati da Roszak sono Longevity Revolution: As Boomers Become Elders, The Voice of the Earth (in cui viene coniato il termine ecopsicologia), Person/Planet, The Cult of Information, The Gendered Atom: Reflections on the Sexual Psychology of Science. In search of the miraculous. Scrisse anche romanzi.

## Premi e riconoscimenti
- New York Open Center nel 1999 per "Prescient and Influential Analysis of American Culture"
- Guggenheim Fellowship e due candidature al National Book Award
- Premio James Tiptree Jr. per The Memoirs of Elizabeth Frankenstein